# Čakavisk dialekt

Karta över områden där čakavski talas.

Čakaviska (kroatiska: čakavica, čakavski, čakavština) är en av tre dialekter i det kroatiska språket. De två övriga är štokaviska (som används som standardspråk) och kajkaviska. Čakaviska talas främst i Istrien, övärlden i Adriatiska havet, delar av Dalmatien och i ett fåtal av Kroatiens inlandsområden. I den čakaviska dialekten förekommer ikaviskt uttal, vilket används längs hela Kroatiens kustland.
Čakaviska hade tidigare ett betydligt större utbredningsområde under medeltiden. Då omfattades även hela kustlandet, Lika, Dalmatiens inland och Zagora, ända till floden Kupa, ner till floden Una och sträckte sig långt in i Bosnien och Hercegovina. Efter den turkiska expansionen i området från 1400-talet uppkom demografiska förändringar, vilket bidrog till att čakaviskan trängdes undan och ersattes av štokaviska.
Čakaviska är den enda dialekten som är unik för kroatiskan, då kajkaviska används i Slovenien och štokaviska används i Serbien, Bosnien-Hercegovina och Montenegro.
Burgenlandkroatiska som talas av kroaterna i Burgenland (Österrike) och molisekroatiska som talas av kroaterna i Molise (Italien) är baserad på den čakaviska dialekten med ikaviskt uttal. Čakaviskan har även starkt färgat den lokala variant av venetianska som talas i Rijeka och Kvarnerbukten och som kallas för fiumanska. 
Sångaren Alen Vitasović sjunger på čakaviska.